# Kareem Hunt
Pour les articles homonymes, voir Hunt.
(en) Statistiques sur pro-football-reference
Kareem Hunt, né le 6 août 1995 à Willoughby dans l'Ohio, est un sportif professionnel américain de football américain jouant au poste de running back depuis la saison 2017 dans la National Football League (NFL), et actuellement pour les Chiefs de Kansas City.
Sélectionné lors du troisième tour de la draft 2017 par la franchise des Chiefs, il en est limogé avant le terme de sa deuxième saison à la suite d'une vidéo dans laquelle il bouscule et donne un coup de pied à une femme. Malgré huit matchs de suspension imposés par la NFL pour la saison 2019, les Browns de Cleveland l'engagent. Il y reste pendant quatre saisons (2019-2023) avant de retourner chez les Chiefs en 2024.
Au niveau universitaire, il a joué pendant quatre saison (2013-2016) dans la NCAA Division I FBS pour les Rockets de l'université de Toledo.

## Biographie

### Carrière universitaire
De 2013 à 2016, Hunt étudie à l'université de Toledo où il joue pour leur équipe des Rockets, membre de la Mid-American Conference au sein de la NCAA Division I FBS. Il termine sa carrière universitaire en tant que meilleur coureur de l'histoire des Rockets avec 4 945 yards gagnés à la course.
Il est désigné MVP du GoDaddy Bowk 2015 gagné contre les  Red Wolves d'Arkansas State au cours duquel il gagne 271 yards et inscrit 5 touchdowns à la course, également le record NCAA détenu jusqu'alors par Barry Sanders.

### Carrière professionnelle

#### NFL Scouting Combine
| Taille              | Poids          | Bras           | Main          | Sprint   | Sprint   | Sprint   | Shuttle 20 yards | 3 cones drill | Détente         | Détente             | Développé couché | Test Wonderlic |
| Taille              | Poids          | Bras           | Main          | 40 yards | 10 yards | 20 yards | Shuttle 20 yards | 3 cones drill | verticale       | horizontale         | Développé couché | Test Wonderlic |
| 1,79 m (5 ft 10½in) | 98 kg (216 lb) | 80 cm (31⅜ in) | 24 cm (9⅝ in) | 4,62 s   | 1,59 s   | 2,67 s   | 4,53 s           | 7,22 s        | 0,93 m (36½ in) | 3,02 m (9 ft 11 in) | 18               | -              |

#### Draft
Hunt  est sélectionné en 86e choix global lors du troisième tour de la draft 2017 de la NFL par la franchise des Chiefs de Kansas City. Il y est le 6e running back sélectionné et le premier des trois joueurs des Rockets de Toledo y sélectionnés.

#### Chiefs de Kansas City
À la suite d'une blessure du running back titulaire Spencer Ware au cours du 3e match d'avant saison 2017, Hunt est désigné titulaire le 27 août 2017.
Le 7 septembre 2017, pour son premier match professionnel, malgré un fumble, il effectue une belle performance contre les Patriots de la Nouvelle-Angleterre en gagnant depuis la ligne d'engagement un total de 246 yards (148 à la course, 98 en réceptions), ce qui constitue à l'époque le plus gros gain global réalisé à l'occasion d'un premier match en NFL. Hunt est également, depuis 1970, le troisième joueur après Marshall Faulk en 1994 et Billy Sims en 1980, à avoir gagné plus de 150 yards et inscrit trois touchdowns lors de son premier match dans la NFL. Hunt est sélectionné le 19 décembre 2017 pour participer au Pro Bowl 2018.
En fin de saison régulière, il atteint un total de 1 327 yards gagnés à la course terminant premier de cette statistique devant Todd Gurley et Le'Veon Bell,. Il succède ainsi à Ezekiel Elliott lequel était également un running back rookie la saison précédente. La Pro Football Writers Association (en) (PFWA) le sélectionne dans son équipe des meilleurs rookies 2017 de la NFL et est classé par ses pairs 33e du Top100 des joueurs NFL de la saison 2017.
Les Chiefs terminent champions de la division AFC West avec un bilan de 10 victoires pour 6 défaites. Qualifiés pour la série éliminatoire, ils perdent 21 à 22 le match de wild card contre les Titans du Tennessee au cours duquel Hunt gagne en 11 courses un total de 42 yards en inscrivant un touchdown.
En 2018, à la suite du match de la 9e semaine gagné 37 à 21 en déplacement contre les Browns de Cleveland où il gagne 91 yards et inscrit deux touchdwns à la course ainsi qu'un touchdon supplémentaire à la suite d'une réception de 50 yards, il est désigné meilleur joueur offensif de la semaine en AFC.
Le 30 novembre 2018, TMZ publie une vidéo datée de février 2018 dans laquelle Hunt bouscule et donne un coup de pied à une femme dans un hôtel à Cleveland. Il est licencié par les Chiefs le jour même.

#### Browns de Cleveland

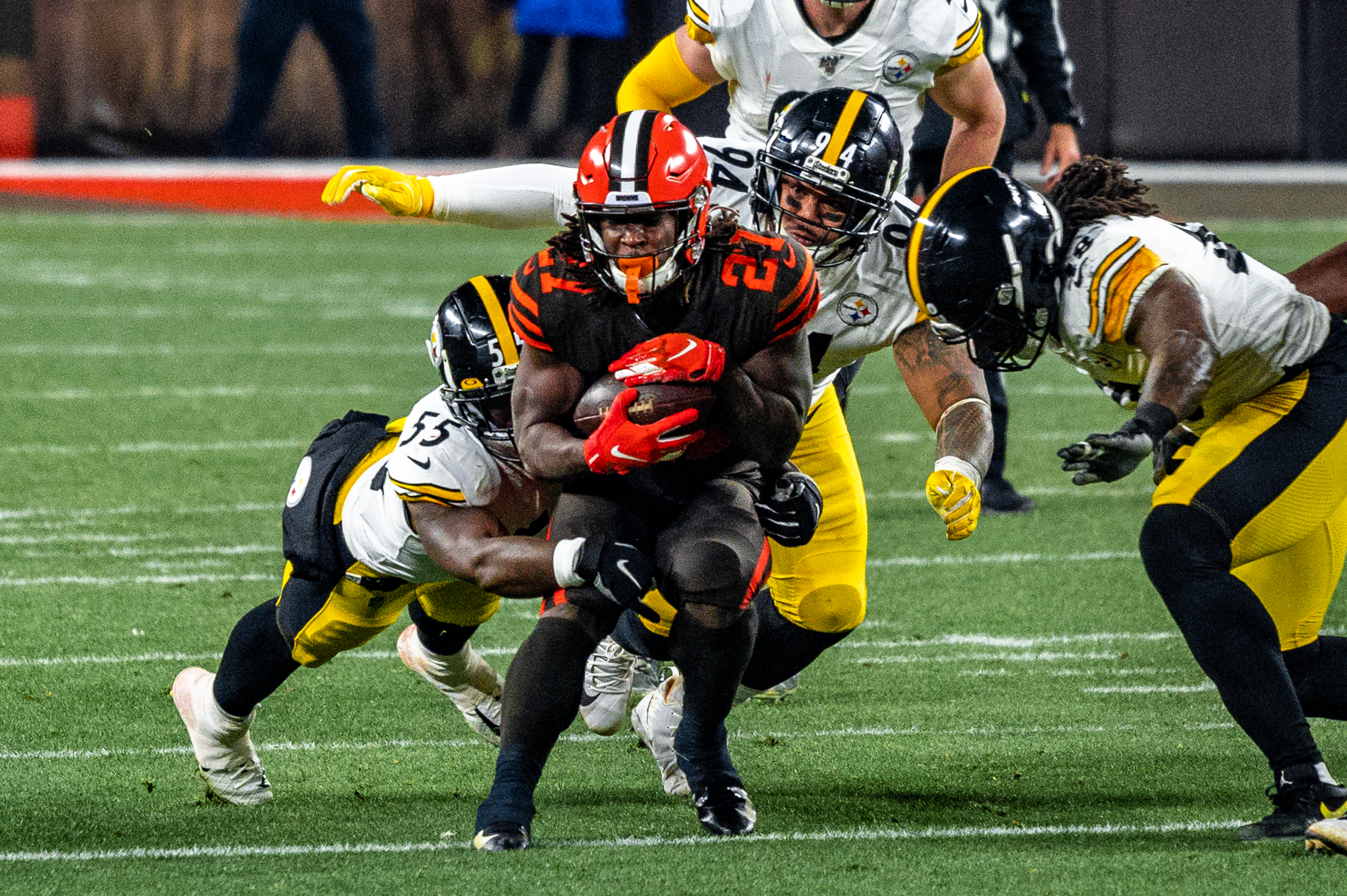
Hunt contre les Steelers en 2019.

Le 11 février 2019, Hunt signe avec les Browns de Cleveland. Le 15 mars, un mois après cette signature, il est suspendu pour les huit premiers matchs de la saison 2019 par la NFL pour avoir transgressé leur politique comportementale. Le 29 août, Hunt subit une opération chirurgicale pour une hernie et est placé sur la liste des joueurs suspendus des Browns deux jours plus tard. Dans le cadre des conditions de sa suspension, il recommence à s'entraîner avec l'équipe le 21 octobre. Hunt est réintégré après suspension le 4 novembre et fait sa première apparition avec les Browns lors du match de la 10e semaine contre les Bills de Buffalo. Il termine la saison 2019 avec un bilan de 43 courses pour un gain de 179 yards et deux touchdowns ainsi que 37 réceptions pour un gain de 285 yards et un touchdown.
Le 16 mars 2020, les Browns placent un contrat d'agent libre restreint de deuxième tour sur Hunt qu'il signe le 20 avril 2020. Il signe finalement une extension de contrat de deux ans le 8 septembre 2020 pour un montant de 13,25 millions de dollars. Sur la saison régulière, il compte 198 courses pour un total de 841 yards et six touchdowns ainsi que 38 réceptions pour 304 yards et 5 touchdowns supplémentaires. Les Browns remportent 48 à 37 le match de wild card de la série éliminatoire 2020 joué contre les Steelers de Pittsburgh où Hunt gagne 48 yards et inscrit deux touchdowns. Hunt inscrit ensuite deux touchdowns lors de la défaite 17 à 22 en tour de division chez les Chiefs de Kansas City.
Hunt commence la saison 2021 en tant que remplaçant de Nick Chubb. Il se blesse au mollet lors de la 6e semaine et est placé sur la liste des réservistes le 19 octobre 2021. Il est réactivé le 27 novembre. Fin de saison, Hunt termine avec 78 courses pour 386 yards et quatre touchdowns, ainsi que 22 réceptions pour 174 yards.
Le 7 août 2022, Hunt demande aux Browns pour être échangé mais ceux-ci refusent. Au cours de la 1re semaine, Hunt réussit un touchdown au sol et un touchdown en réception lors d'une victoire 26-24 contre les Panthers de la Caroline. Au cours de la saison 2022, il totalise 123 courses pour 468 yards et trois touchdowns, ainsi que 35 réceptions pour 210 yards et un touchdown lors des 17 matchs qu'il a disputés.
En août 2023, des médias, dont ESPN, rapportent que Hunt a visiter les Saints de La Nouvelle-Orléans pour y signer un contrat mais il les quitte finalement sans accord. Le 20 septembre 2023, Hunt signe un contrat d'un an pour un montant de 4 millions de dollars avec les Browns après une blessure encourue par Nick Chubb et qui a mis fin à sa saison. Hunt inscrit au moins un touchdown par match (six au total) au cours des semaines 6 à 10, mais ne dépasse cependant pas les 55 yards par match. Il termine la saison 2023 avec 135 courses pour 411 yards et neuf touchdowns en 15 matchs dont deux en tant que titulaire. Il inscrit un touchdown à la course et un touchdown en réception lors de la défaite des Browns en tour de Wild Card contre les Texans de Houston.

#### Chiefs de Kansas City
Le 16 septembre 2024, après la blessure du running back Isiah Pacheco des Chiefs survenue lors du match en 2e semaine contre les Bengals de Cincinnati, Hunt leur rend visite et le lendemain, il y signe un contrat pour intégrer leur équipe d'entraînement. Il est promu dans l'effectif principal une semaine plus tard. Il dépasse les 100 yards à la course lors de son deuxième match pour la première fois depuis quatre saisons, totalisant en 27 courses 102 yards tout en inscrivant un touchdown lors de la victoire 26 à 13 contre les Saints de La Nouvelle-Orléans.

## Statistiques

### Université
| Année                   | Équipe                  | Statut                  | MJ |     | Courses | Courses | Courses | Courses |       | Passes réceptionnées | Passes réceptionnées | Passes réceptionnées | Passes réceptionnées |
| Année                   | Équipe                  | Statut                  | MJ | Nb. | Yards   | Moy.    | TD      | Nb.     | Yards | Moy.                 | TD                   |                      |                      |
| 2013                    | Rockets de Toledo       | Fr                      | 11 | 137 | 866     | 6,3     | 6       | 12      | 68    | 5,7                  | 0                    |                      |                      |
| 2014                    | Rockets de Toledo       | So                      | 10 | 205 | 1 631   | 8,0     | 16      | 9       | 39    | 4,3                  | 0                    |                      |                      |
| 2015                    | Rockets de Toledo       | Jr                      | 10 | 178 | 973     | 5,5     | 12      | 11      | 45    | 4,1                  | 0                    |                      |                      |
| 2016                    | Rockets de Toledo       | Sr                      | 13 | 262 | 1 475   | 5,6     | 10      | 41      | 403   | 9,8                  | 1                    |                      |                      |
| Totaux en NCAA / Toledo | Totaux en NCAA / Toledo | Totaux en NCAA / Toledo | 44 | 782 | 4 945   | 6,3     | 44      | 73      | 555   | 7,6                  | 1                    |                      |                      |

### NFL
| Année              | Équipe                | MJ |     | Courses | Courses | Courses | Courses |       | Passes réceptionnées | Passes réceptionnées | Passes réceptionnées | Passes réceptionnées |  | Fumbles | Fumbles |
| Année              | Équipe                | MJ | Nb. | Yards   | Moy.    | TD      | Nb.     | Yards | Moy.                 | TD                   | Nb.                  | Perdus               |  |         |         |
| 2017               | Chiefs de Kansas City | 16 | 272 | 1 327   | 4,9     | 8       | 53      | 455   | 8,6                  | 3                    | 1                    | 1                    |  |         |         |
| 2018               | Chiefs de Kansas City | 11 | 181 | 824     | 4,6     | 7       | 26      | 378   | 14,5                 | 7                    | 0                    | 0                    |  |         |         |
| 2019               | Browns de Cleveland   | 8  | 43  | 179     | 4,2     | 2       | 37      | 285   | 7,7                  | 1                    | 1                    | 0                    |  |         |         |
| Totaux en carrière | Totaux en carrière    | 35 | 496 | 2 330   | 4,7     | 17      | 116     | 1 118 | 9,6                  | 11                   | 2                    | 1                    |  |         |         |

| Année              | Équipe                | MJ |     | Courses | Courses | Courses | Courses |       | Passes réceptionnées | Passes réceptionnées | Passes réceptionnées | Passes réceptionnées |  | Fumbles | Fumbles |
| Année              | Équipe                | MJ | Nb. | Yards   | Moy.    | TD      | Nb.     | Yards | Moy.                 | TD                   | Nb.                  | Perdus               |  |         |         |
| 2017               | Chiefs de Kansas City | 1  | 11  | 42      | 3,8     | 1       | 3       | 5     | 1,7                  | 0                    | 0                    | 0                    |  |         |         |
| Totaux en carrière | Totaux en carrière    | 1  | 11  | 42      | 3,8     | 1       | 3       | 5     | 1,7                  | 0                    | 0                    | 0                    |  |         |         |